# Volk im Werden
Volk im Werden war eine vom nationalsozialistischen Erziehungswissenschaftler Ernst Krieck gegründete Zeitschrift, die von 1933 bis November 1943 erschien.

## Geschichte
Ernst Kriecks völkische Erziehungsentwürfe basierten auf der Annahme, dass die Deutschen ein „Volk im Werden“ waren, und seine Jugend „Ausdruck der heraufdrängenden, zukunftsbildenden Kräfte“ seien. Im Jahre 1932 erschien Kriecks programmatische Schrift „Volk im Werden“, in der er in Anspielung auf den von ihm gewählten Titel bemerkte:

„Es ist die Frage deutschen Schicksals schlechthin, ob die Revolution diesmal zum Ziel, zur Sinnerfüllung gelangt oder wieder auf halbem Wege steckenbleibt wie einst im 16. Jahrhundert … [und deshalb] dem Zusammenhalt und dem inneren Ausgleich auf der Grundlage sozialer Gerechtigkeit, der Geburt aus Blut und Boden – zur Existenz verhelfen [kann] als einem Lebensraum, der für Art, Sinn, Lebensrichtung, Haltung und Weltbild aller Glieder bestimmend ist. Es entsteht aus der Sammlung organischen Volkstums. Damit erhält das ‚Reich‘ endlich seinen Gehalt und seine Seele: das Dritte Reich ist im Werden.“

Die gleichnamige Zeitschrift begründete Krieck im Jahr 1933 mit dem Ziel, an der Verwirklichung dieses Wissenschaftsprogramm zu arbeiten. Die Themen „völkische Bildung“ und „Nationalsozialismus und Hochschule“ fanden sich regelmäßig in jedem Jahrgang. Dabei verbreitete er auch über seine Zeitschrift antisemitisches Gedankengut.
Ab dem dritten Heft des Jahres 1943 war Wilhelm Brachmann Herausgeber der Zeitschrift, bevor sie Ende 1943 endgültig eingestellt wurde. Brachmann war Mitarbeiter von Alfred Rosenberg und Leiter des Hauptamtes „Protestantismus und Religionswissenschaft“ im Amt Rosenberg. Noch im Sommer 1944 diskutierten Martin Bormann und Alfred Rosenberg über die Unzulässigkeit (Bormann) bzw. Zulässigkeit (Rosenberg) christlicher Aufsätze in der von Brachmann herausgegebenen Zeitschrift. Ebenfalls im Sommer 1944 beschwerte sich Ernst Krieck über Brachmann als Herausgeber der Zeitschrift "Volk im Werden" mittels eines Freundes in der Parteikanzlei Bormanns beim Reichspressechef Otto Dietrich, der sich die Ausgaben kommen ließ und unkommentiert zurücksandte.
Die Publikation trug im Untertitel die Zusätze, in der Reihenfolge: „Zweimonatsschrift“; „Zeitschrift für Kulturpolitik“; „Zeitschrift für Erneuerung der Wissenschaften“; „Zeitschrift für Geistes- und Glaubensgeschichte“ (ab Brachmann als Herausgeber).
Ort und Verlag: Leipzig: Armanen. Hamburg: Hanseatische Verlagsanstalt.

## Konzept
Die Zeitschrift diente weitestgehend der internen nationalsozialistischen Diskussion, obwohl in der Zeitschrift laut Karl Dietrich Bracher „angesehene nicht-nationalsozialistische Autoren mit entsprechenden, freilich durchaus eigenwilligen Aufsätzen, neben fanatischen Antisemiten wie Johann von Leers“ zu Wort kamen.
Ein Jahrband verzeichnete 40–55 Autoren, so etwa überzeugte Nationalsozialisten wie der Heidelberger Professor Reinhard Höhn, Klaus Schicken vom Institut zum Studium der Judenfrage, Hans Joachim Beyer, Rudolf Benze, Günther Franz, Walter Mönch, Fritz Scheid und Benno von Wiese. Daneben fanden sich ein Beitrag des mit Krieck befreundeten Literaturhistorikers Karl Viëtor, der bald darauf mit seiner jüdischen Frau in die Vereinigten Staaten emigrierte. Weitere bekannte Namen unter den Autoren waren Viktor von Weizsäcker und Werner Jaeger.
Krieck, der selbst für jeden Band mehrere Aufsätze verfasste, stützte sich zudem auf einen kleinen, aber festen Mitarbeiterstab von jüngeren Wissenschaftlern aus seinem Heidelberger Kreis, wie etwa dem Dozenten Wilhelm Classen, der regelmäßig Artikel zur Kulturpolitik lieferte, Gerhard Schröder oder Andreas Hohlfeld. Eine ganze Reihe dieser jungen, stark in der nationalsozialistischen Bewegung engagierten Wissenschaftler arbeitete gleichzeitig für den Sicherheitsdienst. In den Jahrgängen 1937 und 1938 verstärkte sich unter der Schriftleitung von Franz Six die Mitarbeit von SD-Leuten. So finden sich unter den Autoren Wilhelm Spengler, Walter von Kielpinski und Herbert Hagen. „Man kann davon ausgehen, daß in dieser Zeit fast die Hälfte der Beiträge von Mitgliedern des Sicherheitshauptamtes stammen“.